# Agrostis plebeia
Agrostis plebeia é uma espécie de gramínea do gênero Agrostis, pertencente à família Poaceae.